# Maloelap

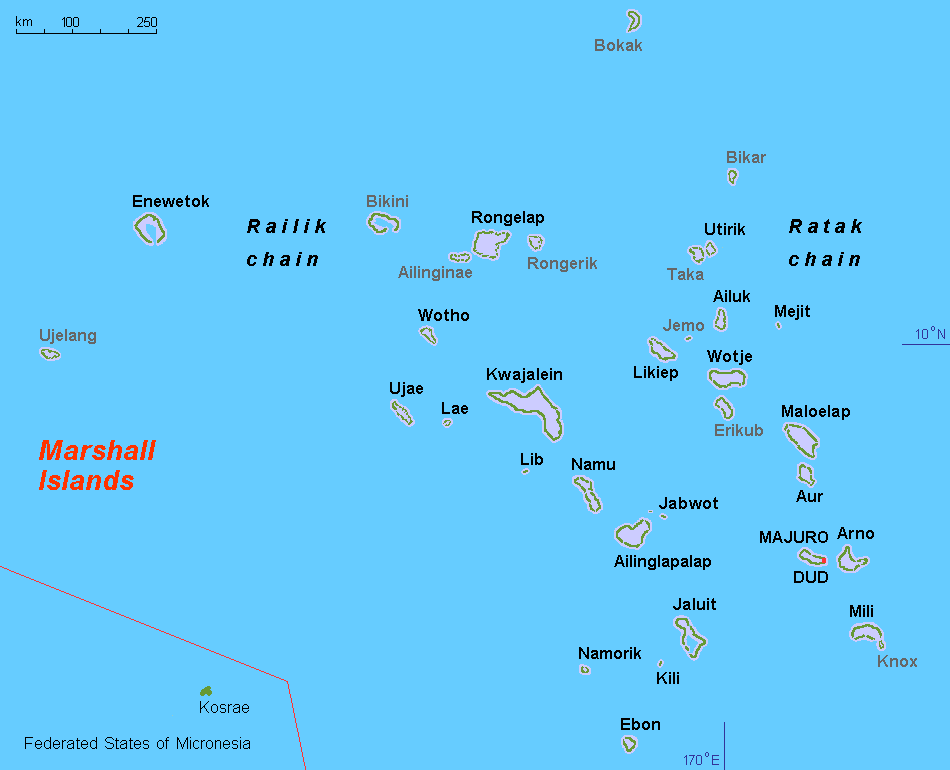
Marshallöarna, Maloelap strax ovanför Majuro

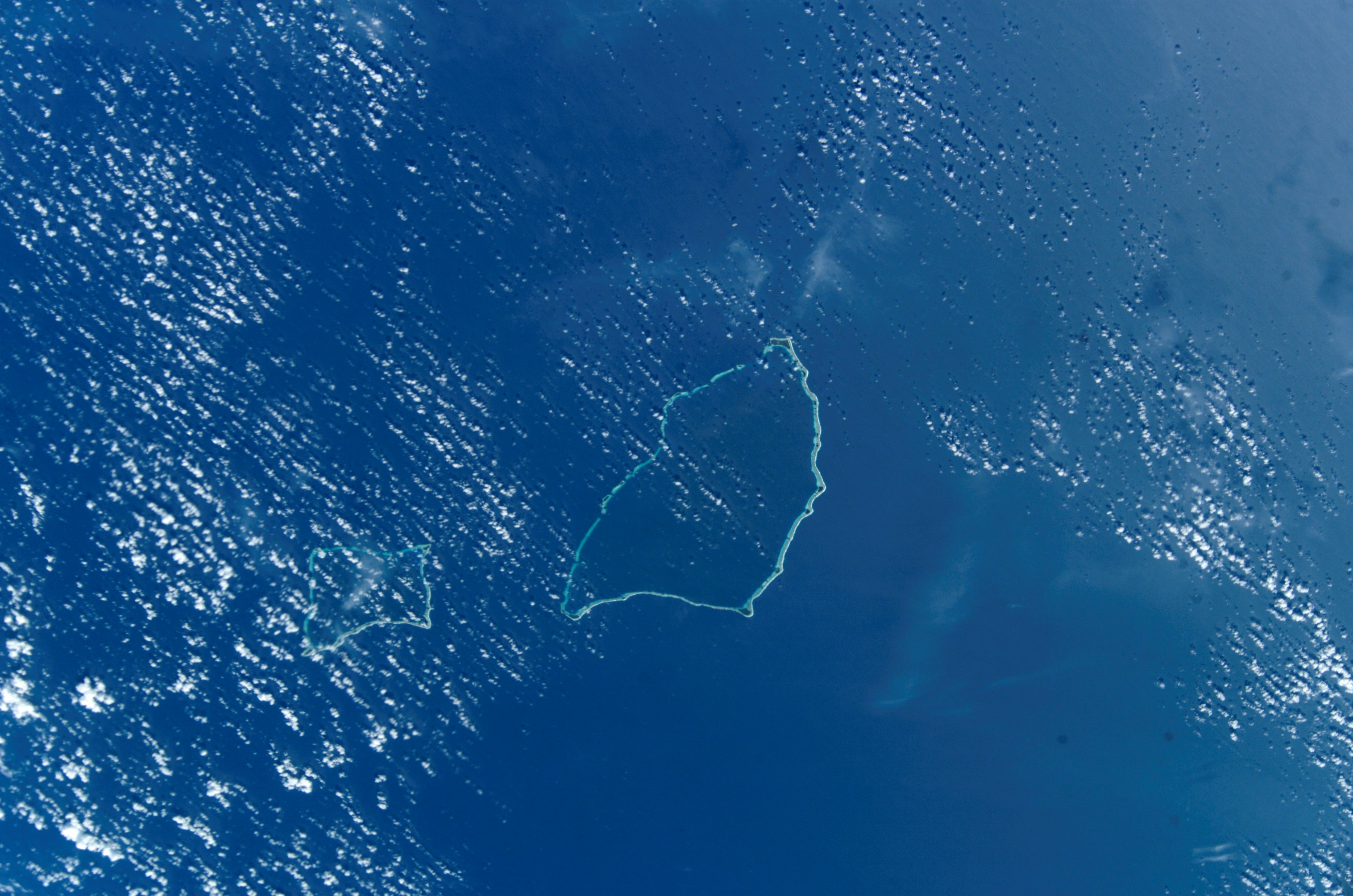
Maloelap, till vänster Aur

Maloelap (Marshallesiska Maloelap) är en atoll bland Rataköarna i norra Stilla havet och tillhör Marshallöarna.

## Geografi
Maloelap ligger ca 150 km nordväst om huvudön Majuro.
Atollen är en korallatoll och har en total areal om ca 982, 5 km² med en landmassa på ca 9,82 km² och en lagun på ca 972,72 km² (1). Atollen består av ca 75 öar och den högsta höjden är på endast 9 m ö.h. (2). De större öarna är:
- Tarwa, även Taroa, huvudön, ca 1,7 km lång och ca 1,5 km bred, ca 130 invånare
- Airuk
- Jang
- Kaven
- Wolot

Befolkningen uppgår till ca 850 invånare (3), förvaltningsmässigt utgör atollen en egen "municipality" (kommun). Öns flygplats Maloelap Island Airport (flygplatskod "MAV") har kapacitet för lokalt flyg.

## Historia
Rataköarna har troligen bebotts av mikronesier sedan cirka 1000 f.Kr. och några öar upptäcktes redan 1526 av spanske kaptenen Alonso de Salazar.
Maloelap upptäcktes den 28 juni 1788 av brittiske kaptenerna Thomas Gilbert och William Marshall. Den 10 februari 1817 landsteg den ryske upptäcktsresanden Otto von Kotzebue (4) och utforskade ön lite. Öarna hamnade senare under spansk överhöghet.
Neuguinea-Compagnie, ett tyskt handelsbolag köpte ögruppen från Spanien och etablerades sig på Rataköarna kring 1885 och öarna blev då ett eget förvaltningsområde tills de i oktober 1885 blev ett tyskt protektorat och då blev del i Tyska Nya Guinea.
Under första världskriget ockuperades området i oktober 1914 av Japan som även erhöll förvaltningsmandat, det Japanska Stillahavsmandatet, över området av Nationernas förbund vid Versaillesfreden 1919.
Under andra världskriget användes ögruppen som militärbas av Japan tills USA erövrade området 1944. Därefter hamnade ögruppen under amerikansk överhöghet. 1947 utsågs Marshallöarna tillsammans med hela Karolinerna till "Trust Territory of the Pacific Islands" av Förenta nationerna och förvaltades av USA.